# Hof Ternessen

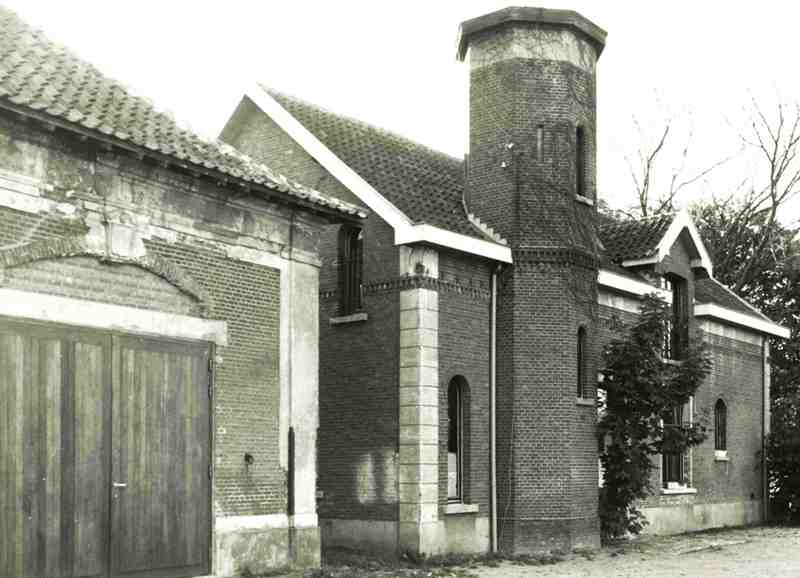
Eén der bijgebouwen

Het Hof Ternessen is een voormalig kasteel in de plaats Wommelgem in de Belgische provincie Antwerpen, gelegen aan de Uilenbaan 7, 13-15, 11A-B.

## Geschiedenis
Dit kasteel zou omstreeks 1600 gebouwd zijn in opdracht van Pedro Vermoelen en in 1775 herbouwd in opdracht van Jacobus de Cornelissen. Het kasteel en het park werden gedurende de Tweede Wereldoorlog door de Duitse bezetter verwoest. Deze liet namelijk een antitankgracht door het domein aanleggen dat de forten van de Stelling van Antwerpen verbond. In 1943 werd het kasteel gesloopt. Na de bevrijding werd de antitankgracht gedempt.
In 1816 kwam het domein door koop in bezit van de familie De Witte. In 1893 werd het gekocht door de familie Theofiel Meeus en Maria Schul.
Na de Tweede Wereldoorlog restten nog enkele bijgebouwen met 18e-eeuwse kern, zoals stallingen en schuren. Eén van deze gebouwen werd als cafetaria in gebruik genomen.